# ベイルート港
ベイルート港（ベイルートこう、阿: مرفأ بيروت、英: Port of Beirut）は、ベイルートの地中海北部沿岸セント・ジョージ湾の東側、ベイルート川の西に位置するレバノンの主要港。東地中海で最も大きく発着数の多い港の1つである。

## 管理
ベイルート港は、贈収賄や輸入品の過小評価による関税逃れなど長年にわたる汚職が報告されていることから、「アリババと40人の盗賊の洞穴」の異名をとる。2010年代前半に国土交通大臣ガージ・アリーディが行った試算では、本港における脱税額は年15億ドルに上っていた。2020年の大規模爆発発生後には、当該爆発が明らかな労働災害であったことから、政治アナリストでジョージタウン大学グローバル政策センター副所長のフェーザル・イタニは、ベイルート港はレバノン社会に共通する「怠慢で、狭量で、責任を他人に押し付ける文化の蔓延」により損害を被ったと書いている。

## 歴史

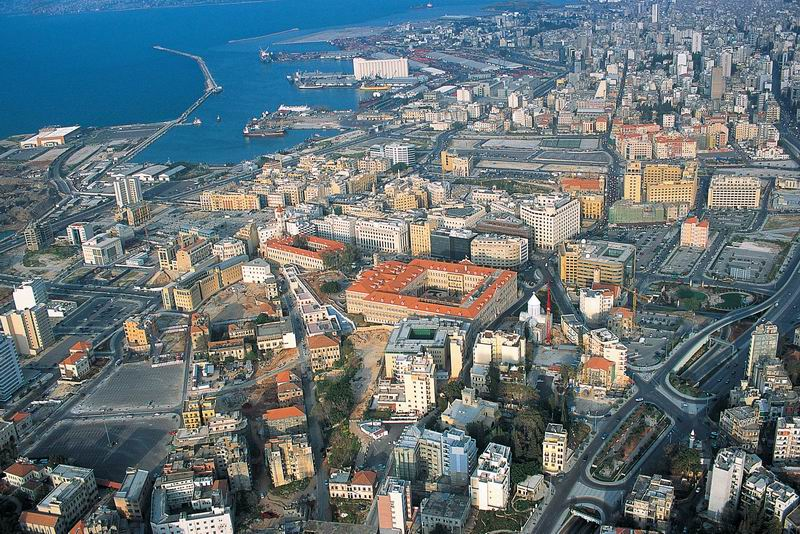
空中写真。ベイルート港が奥に確認できる

1887年、オスマン帝国の支配下において、ベイルート港はフランス企業「Compagnie du Port, des Quais et des Entrepôts de Beyrouth（ベイルート港湾岸壁倉庫会社）」に与えられていた。オスマン政権は、ベイルート港を管理する上でさらに営業権と自治権を同社に与え、同港はレバノンで重要な港となっていった。1920年、レバノンはフランスに支配され、フランス委任統治領シリアのもと、大レバノン国となった。これにより、本港はフランスから財政的支援を得られるようになり、フランスとの貿易も可能となった。ベイルート港の運営は引き続き上述のフランス企業が行ったが、同社は1960年に「Gestion et Exploitation du Port de Beyrouth（ベイルート港湾局）」に改名した。
レバノン内戦時、ベイルート港は大部分が損傷し、港の各部は様々な民兵組織に支配された。1976年、民兵組織の衝突により港の船積み業務は9か月間完全に停止した。中東経済誌『MEED』が1977年に掲載した記事によると、1976年12月15日に港が正式に再開した際「倉庫や設備で無傷なものは1つもなかった」という。1986年中頃、キリスト教系の民兵組織レバノン軍団が港を支配したが、1989年にミシェル・アウン総司令官が指揮するレバノン軍の圧力により撤退した。1991年、ベイルート港の埠頭を支配していたレバノン軍団はエミール・ラフード率いるレバノン軍部隊によって排除されたが、この奪還はイリヤス・ハラウィ大統領がベイルート地域における権力を強化するための幅広い取り組みの一環であり、シーア派勢力アマルのウザイ港からの排除と、主にドゥルーズ派進歩社会党のハール港からの排除と同時期に行われた。
内戦後、ベイルート港と周辺地域は再建され、再び海の主要港となった。本港の運営管理は「Gestion et Exploitation du Port de Beyrouth (GEPB)（ベイルート港湾局）」が行っている。1990年、同社の営業権の期限切れによりレバノン政府が直接所有することとなったが、運営は引き続きベイルート港湾局が行っている。

### コンテナターミナル
2004年12月以降、コンテナターミナルの運営は民間の「Beirut Container Terminal Consortium（ベイルートコンテナターミナル協会；BCTC）」が請け負っている。ターミナルの岸壁は1,100メートルに拡張され、ポスト・パナマックス船対応の岸壁側荷役用ガントリークレーン16機と広大な陸上コンテナ取扱設備を保有している。ターミナルでは輸出入のほか、コンテナの積み替えも多数取り扱っている。取扱コンテナ数は増加しており、2008年の945,143TEUから2019年には1,229,081TEUとなっている。

### 2020年ベイルート爆発

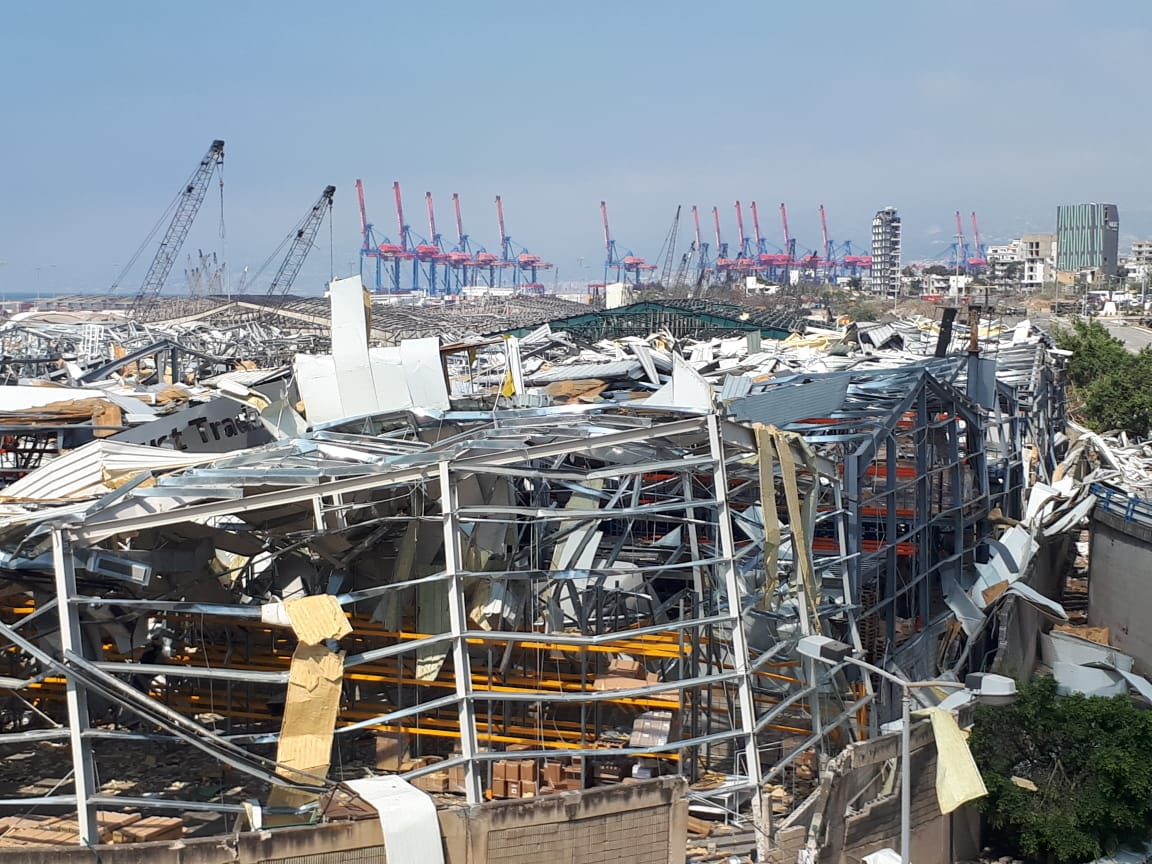
2020年8月4日の爆発で損傷した倉庫。背後にはコンテナターミナルのガントリークレーンが見える

2020年8月4日、ベイルート港で複数の爆発が発生。218人が死亡し、7,000人以上が負傷した。爆発では最初に港湾従事者数名が犠牲となったが、その後ベイルート市の半分まで拡大。住人数名が自宅内で犠牲となったほか、建物内や市街でも犠牲者が出た。この爆発により倉庫やカントリーエレベーターを含む港の大半が破壊されたが、爆発後に撮影された衛星画像ではコンテナターミナルの大部分は無傷であった。8月14日現在、コンテナターミナルは運営を継続している。
ベイルート県のマーワン・アブード知事によると最大30万人が家を失った。推定被害額は数十億ドル、ある推定では150億ドルに上った。クルーズ船オリエント・クイーンは大きく損傷し、転覆した。
最初の爆発は花火倉庫で発生したとされているが、その後の連続大規模爆発は港の貯蔵施設（具体的には第12格納庫）に6年間保存されていた爆発性の高い硝酸アンモニウム2,750トンによるものであった。この硝酸アンモニウムは2013年9月にロシアの船会社が所有するモルドバ船籍の貨物船MV Rhosusが持ち込んだものであるが、この船はジョージアを出発しモザンビークへ向かう途中、ベイルートで所有者および乗組員により放棄されていた。港の税関担当者はレバノン当局に対し3年間で6通の書簡を送付し、港で化学物質を保管することの危険性を警告した上で再輸出、軍への譲渡、またはレバノンの爆薬会社への販売のいずれかを許可するよう要請していたが、貯蔵品の除去に向けた行動はとられず、6通すべてが無視されていた。ベイルート港における爆発後、レバノン政府は港湾の管理について尋問するため港湾責任者16名を自宅監禁した。